# 새말 나들목
새말 나들목(Saemal IC)은 강원특별자치도 횡성군 우천면 백달리와 우항리에 걸쳐 있는 영동고속도로의 29번 교차로이다. 과거 다이아몬드 형태의 교차로 흔적이 남아있었으나, 국도 제42호선이 횡성군 우천면 ~ 안흥면 구간을 개량하면서 나들목 진입로를 제외하고 모두 철거되어 변형된 교차로 형식으로만 남아있다. 구 고속도로는 현재 일반도로로 활용되고 있다. 우천면, 안흥면, 횡성읍내 및 원주시 소초면 등지로 진출할 수 있다.
명칭이 순수 한국어인 대한민국의 고속도로 나들목 중 하나이기도 하다.

## 연혁
- 1971년 12월 1일 : 영동고속도로 용인 ~ 새말 구간 개통에 따라 영업 개시[1]
- 1996년 3월 7일 : 1999년 12월까지 새말 ~ 둔내 구간 왕복 4차로 확장 공사로 인해 강원도 횡성군 우천면 법주리 ~ 둔내면 현천리 14.62 km 구간을 15.85km로 도로구역 변경을 통해 지금의 새말 나들목 도로구역 지정[2]
- 1999년 7월 15일 : 새말 요금소 ~ 월정 요금소 구간의 왕복 4차로 확장 개통으로 인해 나들목을 현위치로 이전[3]

## 구조물 정보
- 위치: 강원특별자치도 횡성군 우천면 백달리, 우항리
- 영업소: 강원특별자치도 횡성군 우천면 영동고속도로 143

## 접속하는 도로
- 지방도 제442호선 (한우로)
- 간접 연결 : 국도 제42호선 (서동로, 새말 교차로 이용)

## 교통량 정보
| 요금소        | 통행량 (대/일) | 통행량 (대/일) | 통행량 (대/일) | 통행량 (대/일) | 통행량 (대/일) | 통행량 (대/일) | 통행량 (대/일) | 통행량 (대/일) | 통행량 (대/일) | 통행량 (대/일) | 각주  |
| 요금소        | 2001년         | 2002년         | 2003년         | 2004년         | 2005년         | 2006년         | 2007년         | 2008년         | 2009년         | 2010년         | 각주  |
| ------------- | -------------- | -------------- | -------------- | -------------- | -------------- | -------------- | -------------- | -------------- | -------------- | -------------- | ----- |
| 새말 (폐쇄식) | 3,067          | 3,305          | 3,451          | 3,394          | 3,193          | 3,173          | 3,429          | 3,360          | 3,619          | 3,658          | [ 4 ] |
| 요금소        | 2011년         | 2012년         | 2013년         | 2014년         | 2015년         | 2016년         | 2017년         | 2018년         | 2019년         |                | [ 4 ] |
| 새말 (폐쇄식) | 3,617          | 3,722          | 3,858          | 3,889          | 4,225          | 4,897          | 4,332          | 3,986          | 4,110          |                | [ 4 ] |